# Домбрувка-Пньовська
Домбрувка-Пньовська (пол. Dąbrówka Pniowska) — село в Польщі, у гміні Радомишль-над-Сяном Стальововольського повіту Підкарпатського воєводства.
Населення — 307 осіб (2011).
У 1975-1998 роках село належало до Тарнобжезького воєводства.

## Демографія
Демографічна структура станом на 31 березня 2011 року:
|          | Загалом | Допрацездатний вік | Працездатний вік | Постпрацездатний вік |
| -------- | ------- | ------------------ | ---------------- | -------------------- |
| Чоловіки | 143     | 34                 | 89               | 20                   |
| Жінки    | 164     | 27                 | 94               | 43                   |
| Разом    | 307     | 61                 | 183              | 63                   |